# Castell d'Aguiló
Castell d'Aguiló és un monument del municipi de Santa Coloma de Queralt (Conca de Barberà) declarat bé cultural d'interès nacional. Situat a la cima d'un turó, al vessant del qual es troba el poble d'Aguiló del municipi de Santa Coloma de Queralt. Des del cim es gaudeix d'una bona panoràmica de l'Alta Segarra.

## Descripció
Per les restes conservades es pot deduir que tenia planta rectangular. L'element més important era la torre de l'angle sud-oest. Es veu sencera, consolidada, la façana sud amb una torre i una bestorre i bona part de la façana est. Al costat sud-est té una torre d'angle circular, però que no conserva tot el diàmetre del cilindre ni tota l'alçada. La torre té un diàmetre interior de 130 cm, i el gruix del mur de 140 cm. L'alçada és d'uns 6 m. En el mur sud, s'obre una porta que era d'arc de mig punt però que només conserva les dovelles d'arrencada. La porta fou segellada amb un mur de pedra. Després trobem una bestorre de flanqueig semicircular d'uns 6 m d'alçada, que conserva tot el cilindre. El mur meridional acaba 3 m després d'aquesta torre amb una estranya forma arrodonida. De la cara interior d'aquest acabament semicircular surt un mur cap al nord-oest molt més prim que els altres que es conserven. La paret oriental té una longitud de 21,6 metres i 170 cm de gruix. La façana nord i oest i tot l'interior de l'edifici foren enderrocats.
Pel que fa a l'aparell constructiu als murs s'alternen les pedres planes (10 cm d'alt x 25 cm de llarg) amb les pedres verticals (20 cm x 10 cm) i algunes pedres més grosses (25 cm x 30 cm). Els carreus arrenglerats són units amb morter de calç.

## Història

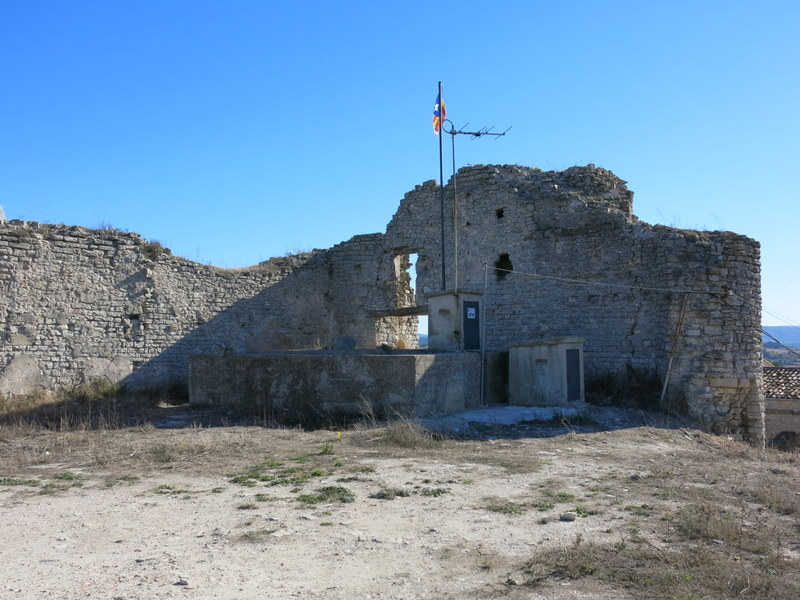
Castell de d'Aguiló (novembre 2013)

A principis del segle xi el castell d'Aguiló apareix com una propietat de la família Gurb-Cervelló, senyora de molts castells a la vall mitjana i alta del Gaià, en el que és la primera referència. En els segles següents tenien drets sobre la fortalesa els Cervelló, els Timor i els Aguiló.
L'any 1018, Hug de Cervelló, repartí les seves propietats entre els fills i cedí aquesta fortalesa a Alamany, continuador de la nissaga dels Cervelló que senyorejaren el castell fins al segle xiii. Sembla, però, que l'infeudà a Amat Elderic d'Orís qui, l'any 1041 el donà a Sicarda, filla dels vescomtes de Cabrera, esposa d'Alamany. Hi ha un entramat complicat en els drets senyorials d'aquesta fortalesa. El domini estava repartit entre diversos senyors. L'any 1132, un Alaric de Timor, segurament feudatari, el donà al seu fill Ramon junt amb altres castells. És a dir, tenien drets sobre el castell, a més dels Cervelló i els Timor, també el llinatge dels Aguiló -segurament castlans del castell- el primer membre documentat dels quals apareix a mitjan segle xii. El 1150 es té notícia de Guillem d'Aguiló en un document de cessió d'unes terres als templers. L'any 1170, Guerau Alamany V de Cervelló, senyor del castell, signà una concòrdia amb Guillem d'Aguiló arran de les guerres i baralles que hi havia hagut entre els Cervelló i els Aguiló. L'any 1193, Pere, fill de Guillem d'Aguiló llegà a Pere de Timor la castlania de la fortalesa.
Al començament segle xiii es faria ben palès el domini dels Aguiló sobre el castell. Guillem d'Aguiló el llegà al seu fill Guillem, cedint a la filla Guilleuma 500 morabatins per la part proporcional de l'herència que l'hi pertocava. L'any 1229, Guerau Alamany V de Cervelló abans de partir cap a la conquesta de Mallorca, feu testament i el deixà a la seva filla Felipa i, en cas que no tingués descendència, a Ramon Alamany de Cervelló. Al llarg del segle xiii els Aguiló apareixen documentats en diverses donacions que fan al monestir de Santes Creus. El llinatge entrarà en procés d'extinció al final del segle xiii.
Al segle xiv el castell era propietat de Dalmau de Queralt, senyor de Santa Coloma de Queralt, descendent de la família Timor. Els Queralt continuen tenint el control del castell fins a 1842, quan Joan Baptista de Queralt i Silva el ven a Joan Safont.